# (19763) Klimesh
(19763) Klimesh est un astéroïde de la ceinture principale.

## Description
(19763) Klimesh est un astéroïde de la ceinture principale. Il fut découvert le 18 juin 2000 à Haleakala par le programme NEAT. Il présente une orbite caractérisée par un demi-grand axe de 2,39 UA, une excentricité de 0,20 et une inclinaison de 23,3° par rapport à l'écliptique.

## Compléments